# بروکلین سوپریم

اسب بروکلین سوپریم

بروکلین سوپریم (به انگلیسی: Brooklyn Supreme) (تولد: ۱۲ آوریل ۱۹۲۸ - مرگ: ۶ سپتامبر ۱۹۴۸) یکی از بزرگترین اسب‌های دنیا بود. قد این اسب نر ۱۹۸ سانتیمتر و وزن ۱۴۵۱ کیلوگرم یکی از بزرگترین اسب‌های ثبت شده در جهان است. دور شکم این اسب ۳/۱۰ متر بوده و برای نعل کردنش به ۷۶ سانتیمتر آهن نیاز بود.
چارلز گرنت گود صاحب این اسب به کمک رالف فوگلمن، آن را در نقاط مختلف ایالات متحده به نمایش گذاشتند و از تماشاگران ده سنت برای دیدن اسب دریافت می‌کردند.